# 傑札撞擊坑
傑札撞擊坑（英語：Jezža）是位於火星阿耳古瑞区的撞擊坑，中心座標48.8° S，38° W。該撞擊坑直徑9.1公里，於1976年以俄羅斯的一個市鎮命名。